# 狼山喋血记
《狼山喋血记》是由上海著名導演費穆執導的中國電影。由聯華影業公司製作，於1936年11月上映。這部電影是在抗日戰爭全面爆發之前拍攝的，通常被認為以1931年九一八事變以來中日衝突為背景。這部電影講述了一個被狼群包圍的村莊的故事。